# James LoMenzo
Pour les articles homonymes, voir JLO.
James LoMenzo (JLo) est un bassiste de metal américain, né le 13 janvier 1959 à Brooklyn.

## Biographie
Il commence sa carrière à la fin des années 1970, en jouant dans différentes formation et rejoint White Lion en 1984 jusqu'en 1991. Il va alors multiplier les collaborations en jouant notamment pour Ozzy Osbourne, Zakk Wylde, David Lee Roth ou encore pour Slash, au sein de son groupe Slash's Snakepit.
Au début de l'année 2006, il remplace James MacDonough en tant que bassiste du groupe Megadeth, au sein duquel il officiait jusqu'en 2010.
Le 8 février 2010, il est annoncé sur le site web de Megadeth qu'il quitte le groupe et est remplacé par David Ellefson qui fait un retour dans la formation dont il a fait partie des années 1983 à 2002.
Dave Mustaine annonce en août 2021 que James LoMenzo participera à la tournée de l'année aux côtés de Megadeth à la suite du licenciement de David Ellefson en mai 2021.

## Produits
- Pédale de distorsion Ashdown hyperdrive James Lomenzo